# Schemtow ibn Schaprut
Schemtow ibn Schaprut (Schem Tob ben Isaak ibn Schaprut) aus Tudela war ein jüdischer Arzt und Gelehrter des 14. Jahrhunderts.
Bekannt ist er als Apologet: Er disputierte 1375 in Pamplona mit Pedro de Luna (dem späteren Papst Benedikt XIII.) und verfasste (1385 veröffentlicht) den ewen bochan („Prüfstein“), einen fiktiven Dialog zwischen einem Juden und einem Bekenner der Dreieinigkeit, ein Kompendium der jüdischen Apologetik. Die ersten 9 Kapitel folgen weitgehend den milchamot des Jakob ben Reuben, der Schluss richtet sich gegen Alfonso de Valladolid. Kapitel 12 enthält hebräische Übersetzungen von Passagen des Matthäus-Evangeliums und kritische Anmerkungen dazu.